# Project for Enhancement of Effective Learning
Project for Enhancement of Effective Learning (PEEL) är en gräsrotsrörelse som startade i Australien 1985. År 1996 nådde rörelsen Sverige och har här också kallats PLAN, vilket ska uttydas Projekt för Lärande under ANsvar'.
I projektet är begreppet metakognition centralt. Det innebär att man som elev ska reflektera över sitt sätt att lära in, och att läraren i sitt arbete ska hjälpa eleverna att själva kunna identifiera goda och mindre goda inlärningsstrategier. Som en del i detta ingår även att läraren ska kunna identifiera goda och mindre goda utlärningsstrategier.
I praktiken försiggår PEEL-arbetet på de flesta håll genom att grupper av lärare frivilligt träffas över ämnesgränserna för att tillsammans fundera över dessa frågor.